# Jęzorniki
Jęzorniki, liścioloty (Glossophaginae) – podrodzina ssaków z rodziny liścionosowatych (Phyllostomidae).

## Rozmieszczenie geograficzne
Podrodzina obejmuje gatunki występujące w krainie neotropikalnej.

## Systematyka
Do podrodziny należą następujące plemiona:
- Glossophagini Bonaparte, 1845 – jęzorniki
- Brachyphyllini J.E. Gray, 1866 – rękoliście
- Choeronycterini Solmsen, 1998 – wieprzoryjki

Opisano również rodzaj wymarły nie sklasyfikowany w żadnym z plemion:
- Palynephyllum Czaplewski, Masanaru, Naeher, Shigehara & Setoguchi, 2003 – jedynym przedstawicielem był Palynephyllum antimaster Czaplewski, Takai, Naeher, Shigehara & Setoguchi, 2003